# 12305 Fifth Helena Drive
12305 Fifth Helena Drive è l'indirizzo di una casa a Brentwood, Los Angeles, California, nota per essere stata l'ultima residenza di Marilyn Monroe ed il luogo della sua morte. Nonostante abbia vissuto nella sua intera vita ad almeno 70 indirizzi accertati (tra cui al 508 di North Palm Drive, Beverly Hills, durante il matrimonio con Joe DiMaggio), questa fu l'unica abitazione realmente di sua proprietà.

## Posizione
Questa grande proprietà con casa di abitazione si trova al civico 12305 di Fifth Helena Drive nel quartiere di Brentwood a Los Angeles, in California.

## Panoramica
La casa a un piano, in stile hacienda, misura 2.900 piedi quadri (269 metri quadrati), alla fine di un tranquillo vicolo partendo da Carmelina Avenue. Costruita nel 1929, la proprietà a forma di L è composta da quattro camere da letto, tre bagni ed una guest house indipendente. Nel cortile sul retro, una piscina a forma libera (che sembra non sia mai stata usata dall'attrice)  è adiacente ad un agrumeto ed alla guest house. Sul vialetto antistante la porta di ingresso principale della villa compaiono delle tessere pavimentali con la scritta latina "Cursum Perficio" ("Termino il viaggio"): non è noto se vennero installate dalla Monroe o da un proprietario precedente.

## Proprietà
Dopo il divorzio dal drammaturgo Arthur Miller, Marilyn venne incoraggiata dal suo terapeuta ad acquistare la propria casa per stabilire delle radici. Nel febbraio 1962, la Monroe acquistò la proprietà per 90.000 dollari: secondo quanto riferito, pagò una parte in contanti (52.500), aprendo un mutuo per la seconda parte (con rate mensili da 320 dollari). Il 5 agosto 1962, sei mesi dopo aver acquistato la casa, Monroe fu trovata morta per overdose da barbiturico nella sua camera da letto. Nel 2017 la casa è stata messa in vendita per 6,9 milioni di dollari; alla fine è stata venduta per 7,25 milioni.
Sembra che la casa sia stata affittata dalla modella e attrice Anna Nicole Smith (1967-2007), sebbene non esistano informazioni che confermino questa ipotesi.
Nell'estate del 2023 è stata venduta a 8,4 milioni di dollari. Il nuovo proprietario ha presentato richiesta di abbattere la casa, situata in un quartiere di lusso in cui il valore del terreno edificabile è salito alle stelle.
Nel settembre dello stesso anno varie associazioni di cittadini che lottano per la difesa del patrimonio storico e artistico nella metropoli californiana ha bloccato l'autorizzazione a procedere; la loro richiesta, fatta propria dal consiglio comunale, era di riconoscere la villetta come luogo di interesse storico-culturale e difendere il terreno da ogni futuro progetto speculativo. Dopo quattro mesi di studio, la 'Cultural Heritage Commission' ha presentato la sua relazione, subito approvata dal Consiglio comunale, bloccandone la demolizione.